# رابرت کاستینگ
رابرت کاستینگ (انگلیسی: Robert Kasting؛ زادهٔ ۲۸ اوت ۱۹۵۰) شناگر اهل کانادا بود.
وی در مسابقات کشوری و بین‌المللی در مجموع برندهٔ ۴ مدال نقره، ۲ مدال برنز شده‌است.